# Blutige Rache in Tucson
Blutige Rache in Tucson (Originaltitel: Per un Dollaro a Tucson si muore) ist ein Italowestern aus dem Jahr 1964. Die deutsche Erstaufführung des von Cesare Canevari inszenierten Films fand erst am 11. Dezember 1998 im Privatfernsehen statt.

## Handlung
Die friedliche Existenz des Städtchens Tucson in Arizona wird gestört, als eine Bande von Gangster unter der Führung von Bill Lexter in die Stadt kommen und die Bewohner terrorisieren, da sie einen Goldtransport zur örtlichen Bank abfangen und das Gold stehlen wollen. Als die Bewohner des Städtchens von dem Plan der Bande erfahren, setzen sie sich zur Wehr. Hierbei hilft ein „Catfight“ zweier Saloonmädchen, um die Aufmerksamkeit der Banditen abzulenken, sodass der mit Revolvern, Gewehren und Fäusten geführte Kampf zugunsten der Städter entschieden werden kann und der Goldtransport sicher ankommt.

## Kritik
„Weitgehend veralteter Italowestern mit einfacher, in langsamem Tempo erzählter Abenteuergeschichte, die sich allenfalls streckenweise um einige psychologische Glaubwürdigkeit bemüht.“

Christian Keßler bemerkt: (Der Regisseur) „fummelt (…) viel mit ungewöhnlichen Kameraeinstellungen herum. Schwierig wird der Fall immer da, wo eine Szene lebendig wirken soll.“

## Bemerkungen
Erst nach dem Erfolg des ersten Dollar-Filmes von Sergio Leone erhielt der Film den Zusatz zum ursprünglichen Titel A Tucson si muore.
RdC - Cinematografo.it merkt an, dass die Drehorte „absolut keine Western-Schauplätze simulieren können“.
Die Filmsongs Per un dollaro a Tucson si muore und Quando Jane spara werden von Vinicio Gori gesungen.